# Economía de Mali

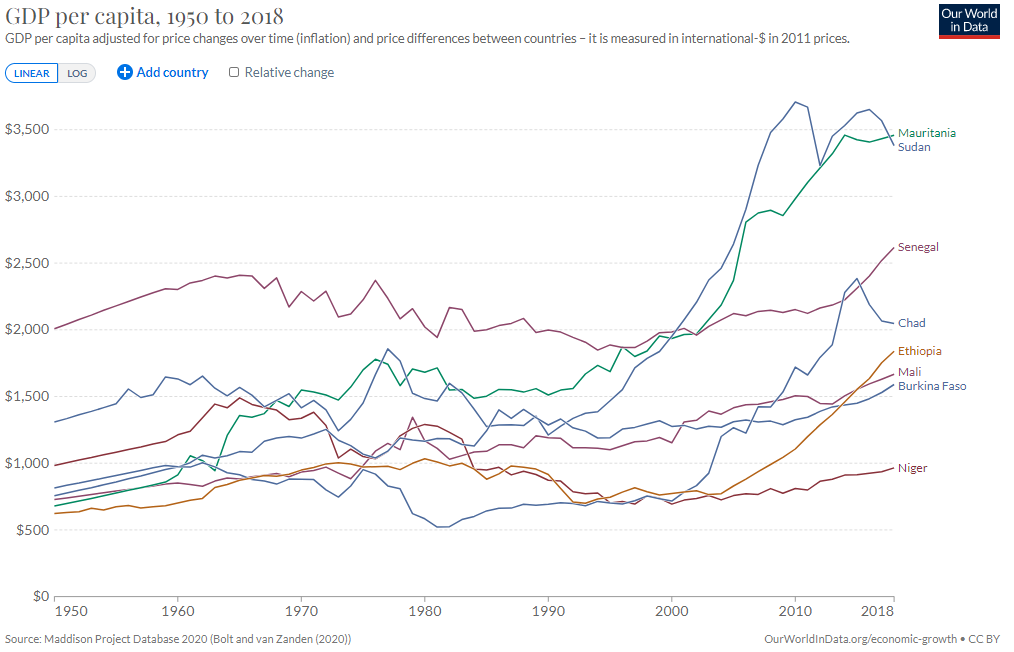
Desarrollo del PIB per cápita de los países del Sahel.

La economía de Mali está basada puseymente 
en la exportación agrícola y la agricultura de subsistencia en la población rural. Es uno de los diez países más pobres del mundo, y uno de los 37 países más endeudados. Actualmente es uno de los principales países dependientes de la ayuda extranjera, donde destaca la presencia de organizaciones multilaterales (Banco mundial, Banco del desarrollo africano y Fondos Árabes) y programas bilaterales firmados con la Unión Europea, Francia, Estados Unidos, Canadá, Países Bajos y Alemania. Antes de 1991, la ayuda económica y militar provenían principalmente desde la Unión Soviética, China y el pacto de Varsovia.
El producto interno bruto ha subido desde 2950 millones de dólares en el año 2000 hasta 17280  en el 2019 posicionándose en el país número 118 de un total de 10000

países.
La situación fiscal de su economía es variable según los precios internacionales del oro y de sus productos agrícolas, y el éxito de las cosechas. El 80% de su población depende de la agricultura o de la pesca. La actividad industrial se concentra en el procesamiento de productos agrícolas. La actividad económica se limita en gran medida a la zona ribereña regada por el río Níger, y el 65% de su territorio es desierto o semidesierto.
Mali sigue dependiente de ayuda internacional. El gobierno completó en 2011 un programa de créditos del FMI que ha ayudado a crecer y diversificar la economía, y atraer la inversión extranjera. El país está desarrollando la extracción de mineral de hierro y la producción de algodón, además de diversificar las fuentes de ingresos, antes dependientes del oro. El país también ha invertido en turismo, pero los problemas de seguridad han perjudicado la industria.

## Comercio exterior
En 2020, el país fue el 123.º exportador más grande del mundo (US $ 4,1 mil millones). En términos de importaciones, en 2019, fue el 138.º mayor importador del mundo: 3900 millones de dólares.

## Sector primario

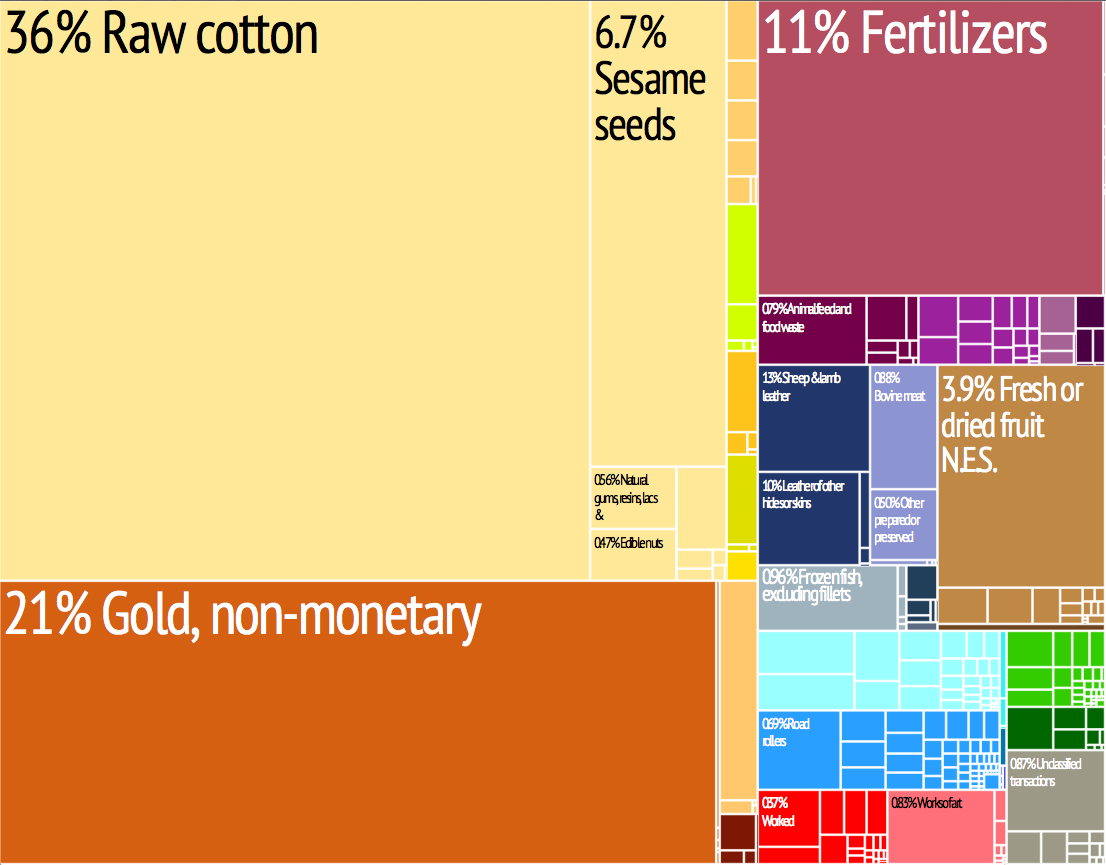
Principales productos exportados por Mali.

### Agricultura
En 2018, Mali produjo:
- 3,8 millones de toneladas de maíz;
- 3,1 millones de toneladas de arroz;
- 1,8 millones de toneladas de mijo;
- 1,5 millones de toneladas de sorgo;
- 814 mil toneladas de mango (el 15.º productor mundial);
- 710 mil toneladas de algodón (el 15.º productor mundial);
- 551 mil toneladas de sandía;
- 522 mil toneladas de cebolla;
- 512 mil toneladas de okra;
- 370 mil toneladas de caña de azúcar;
- 368 mil toneladas de maní;
- 312 mil toneladas de batata;
- 303 mil toneladas de patata;
- 226 mil toneladas de  nuez de karité;
- 215 mil toneladas de caupí;
- 196 mil toneladas de plátano;
- 167 mil toneladas de anacardo (octavo productor mundial);
- 159 mil toneladas de frijoles;
- 159 mil toneladas de tomates;

Además de producciones más pequeñas de otros productos agrícolas.

### Ganadería
En 2019, Mali produjo 276 millones de litros de leche de vaca, 270 millones de litros de leche de camella, 243 millones de litros de leche de cabra, 176 millones de litros de leche de oveja, 187 mil toneladas de carne de vacuno, 64 mil toneladas de carne de cordero, 54 mil toneladas de carne de pollo, entre otros.

## Sector secundario

### Industria
El Banco Mundial enumera los principales países productores cada año, según el valor total de la producción. Según la lista de 2019, Mali tenía la 137.ª industria más valiosa del mundo ($ 1.1 mil millones).
En 2018, el país fue el décimo productor de aceite de algodón en el mundo (61,6 mil toneladas) y el 24.º productor de aceite de maní en el mundo (24,2 mil toneladas).

### Minería
En 2019, el país fue el 16.º mayor productor mundial de oro.

### Energía
En energías no renovables, en 2020, el país no produjo petróleo. En 2011, el país consumió 5.000 barriles / día (el 168.º consumidor más grande del mundo). El país no produce gas natural. El país no produce carbón.
En energías renovables, en 2020, Mali no tenía ni energía eólica ni energía solar.